# Planetarium Galileo Galilei

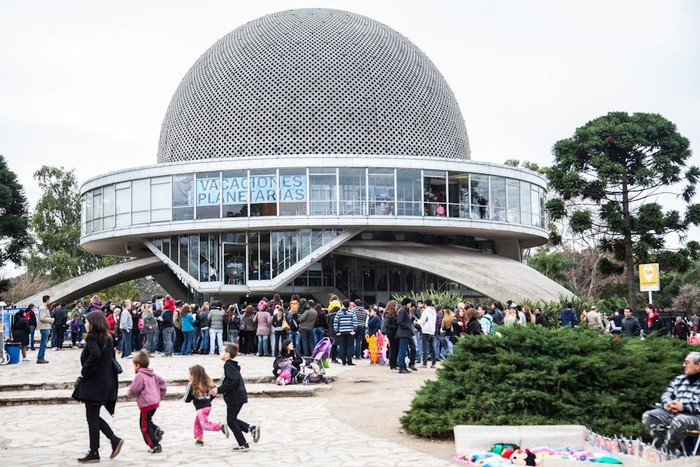
Das Planetarium im Jahr 2015

Das Planetarium Galileo Galilei befindet sich im Parque Tres de Febrero im Viertel Palermo der argentinischen Stadt Buenos Aires, an der Kreuzung Av. Sarmiento und Belisario Roldán. Die Kuppel des Planetariums hat einen Durchmesser von 20 Metern. Die verwendete Technik wurde 2011 umfassend erneuert.

## Geschichte

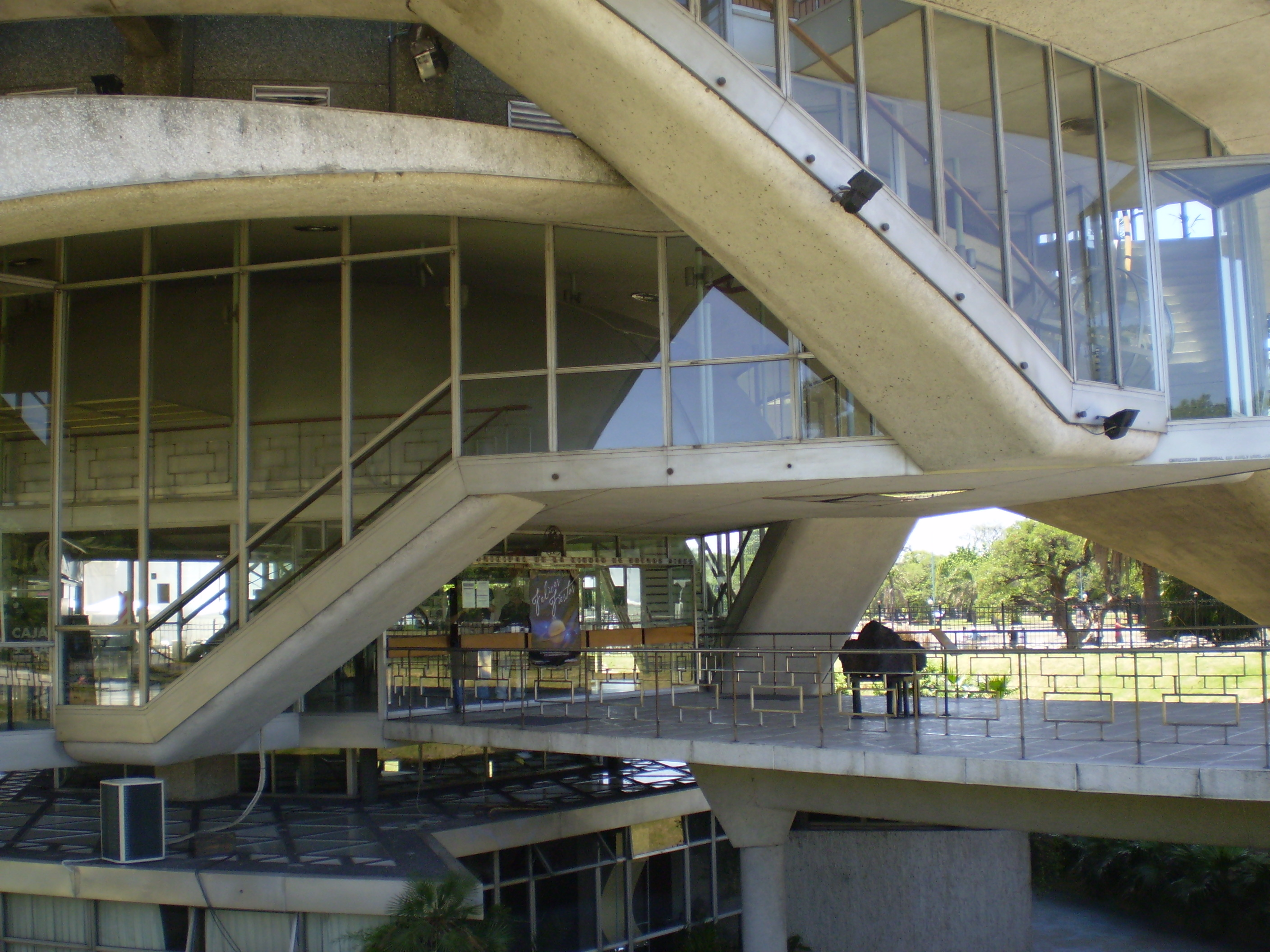
Eingang

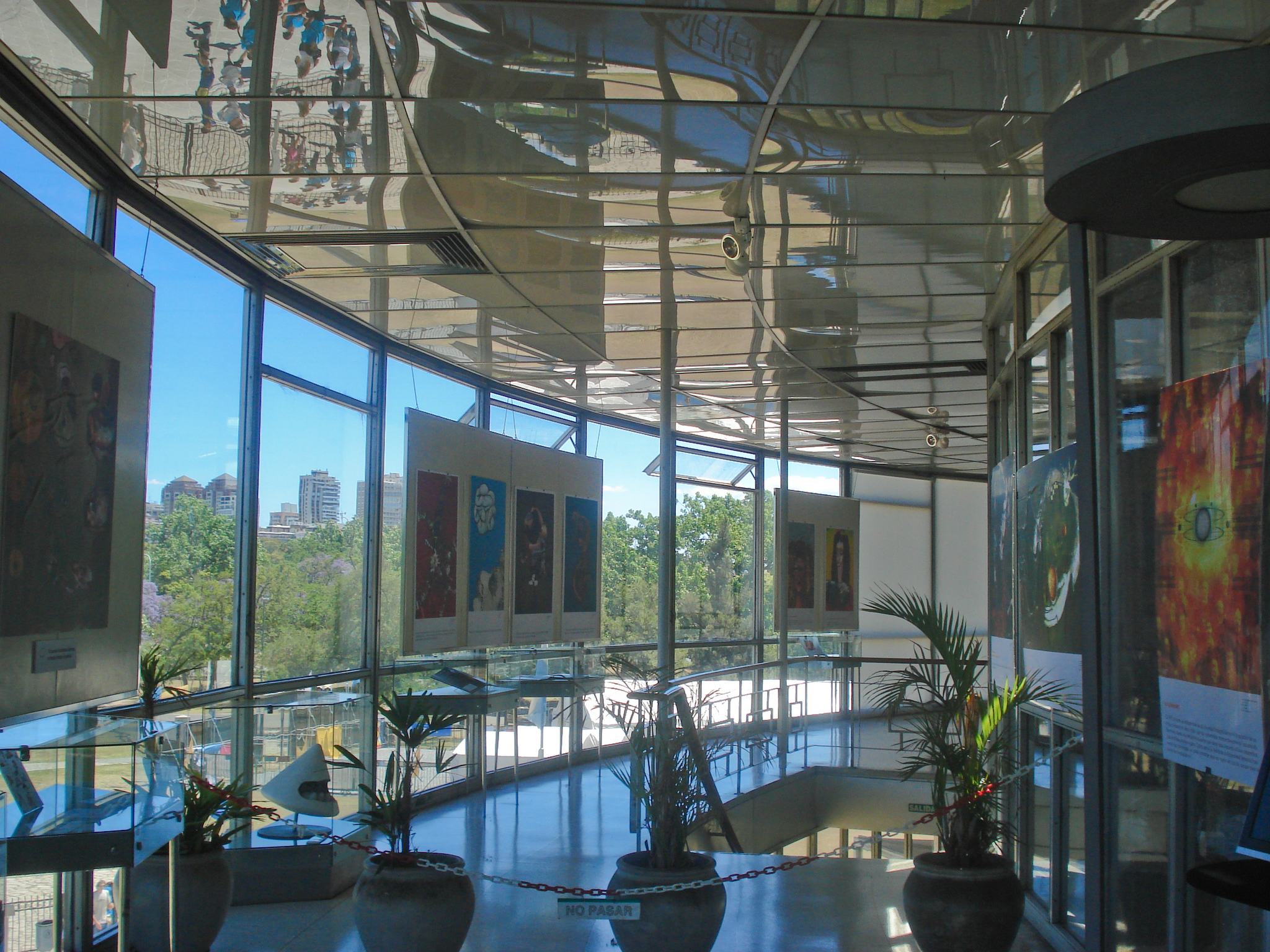
Museumsgang

Der Plan, in Buenos Aires ein Planetarium zu errichten, wurde im Jahr 1958 gefasst. Der Bau unter Leitung des argentinischen Architekten Enrique Jan begann 1962, die Einweihung erfolgte am 20. Dezember 1966. Die erste Vorstellung fand im Juni 1967 statt, die dauerhafte Eröffnung erfolgte am 5. April 1968. Im Jahr 2011 wurde das Planetarium neu gestaltet.

## Bauwerk und Technische Ausstattung

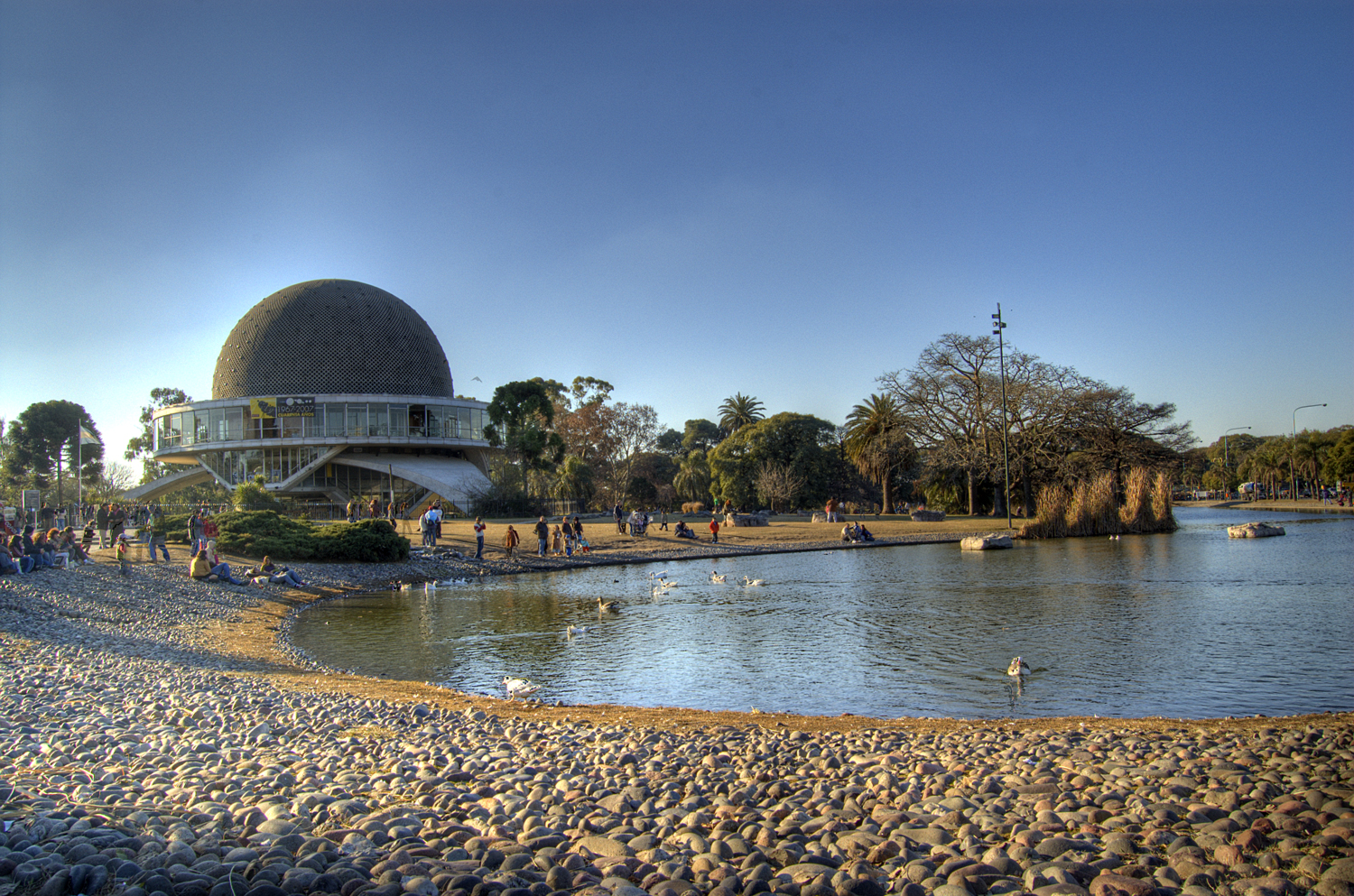
Benachbarter See

Das Gebäude besteht aus fünf Stockwerken, sechs Aufgängen und einem runden Saal mit 20 m Durchmesser. Die Projektionshalbkuppel hat ebenso 20 m Durchmesser und ist innen mit Aluminium verkleidet. Im ersten Stock befindet sich ein Museum, in dem ein Stück Mondgestein ausgestellt wird, das im Rahmen der Mission Apollo 11 zur Erde gebracht wurde. Der Stein war ein Geschenk des früheren US-Präsidenten Richard Nixon. Im Zugangsbereich des Planetariums werden verschiedene Meteoriten ausgestellt.
Bis 2011 wurde ein Zeiss Mark V-Projektor mit 5 m Höhe verwendet, der etwa 100 Projektoren nutzte. Dabei gab es eigene Projektoren für den Mond, die Sonne und die mit bloßem Auge sichtbaren Planeten – Merkur, Venus, Mars, Jupiter und Saturn – sowie zwei Sphären an den Extremen, die zur Projektion der Sterne dienten.

### Reform 2011

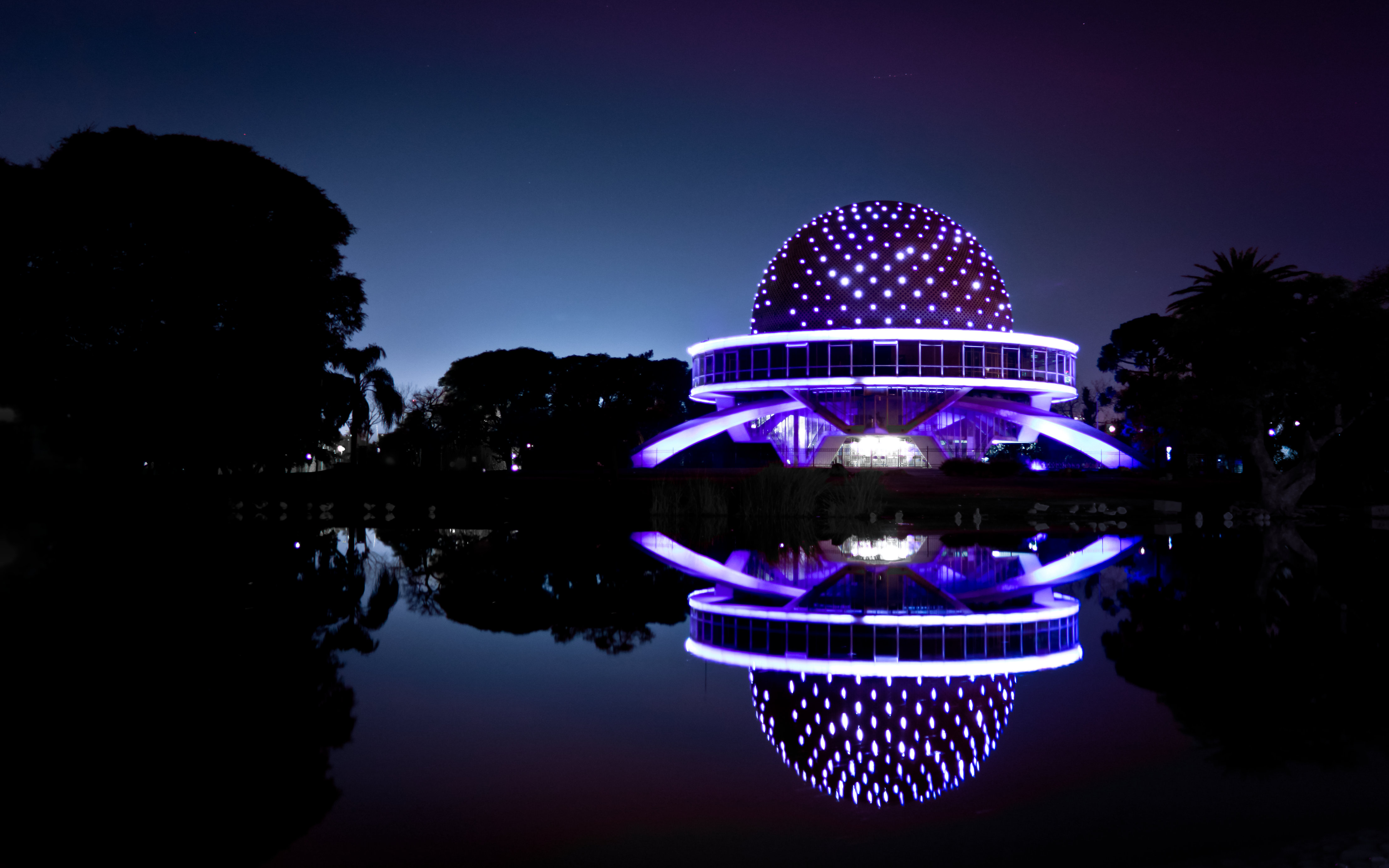
Planetarium Galileo Galilei bei Nacht

Bei der Reform von 2011 wurde ein Projektor vom Typ MEGASTAR II A installiert, mit dem viel mehr Sterne projiziert werden können als mit einem konventionellen Gerät; zudem sind realistischere Bildprojektionen möglich. Es war der erste Planetariumsprojektor überhaupt, der LED-Leuchten verwendete. Das Planetarium wurde am 15. Dezember 2011 neu eröffnet.

## Vorstellungen für Blinde und Schwerhörige
Das Planetarium bietet mit seinem Programm „El Cielo para Todos“ Optionen für Personen mit Behinderungen an.
- Bei den Vorstellungen für Blinde wurden erstmals 2001 mit Unterstützung der BAC (Biblioteca Argentina para Ciegos) ertastbare Sternenkarten, Reliefbilder, aufgenommener Text und Toneffekte kombiniert.
- Für taube Besucher werden Vorführungen mit Kommentaren in Gestensprache angeboten.
- Ein großer Abschnitt des Publikumsbereichs verfügt über spezielle Verstärker, die das Hören mit Hörhilfen erleichtern.

## Bildergalerie

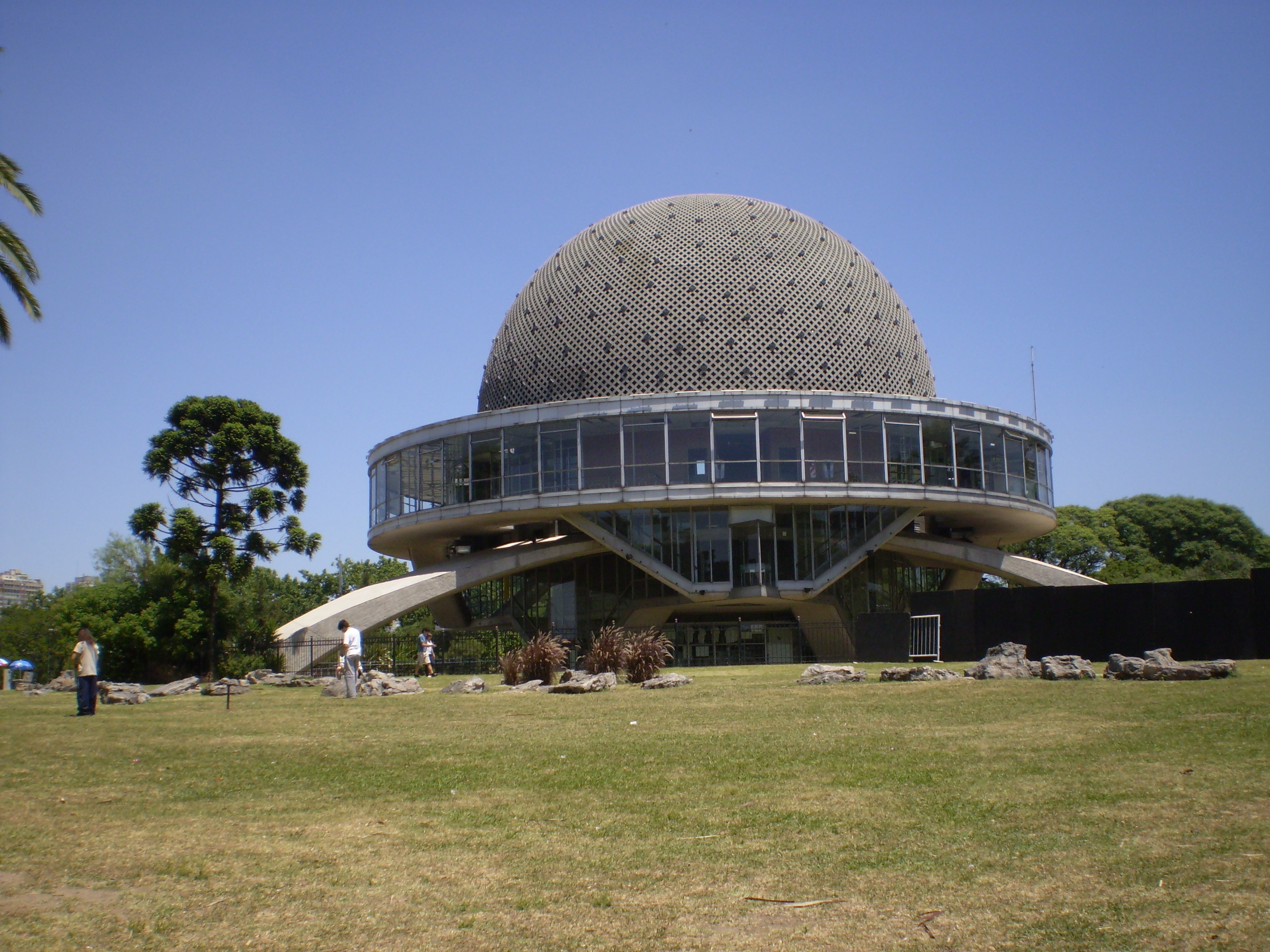
Planetarium
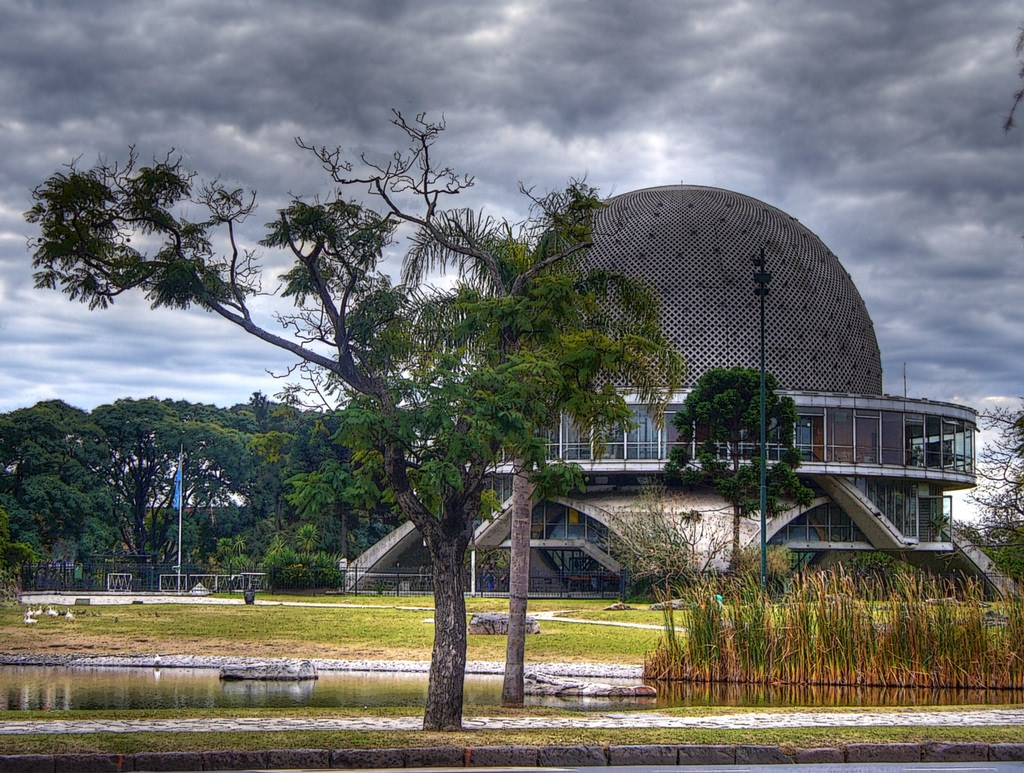
Planetarium und künstlicher See bei bewölktem Himmel
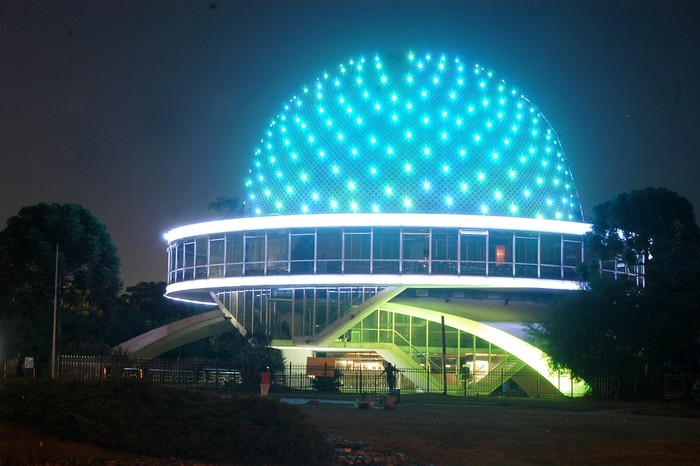
Beleuchtetes Planetarium